# Cryptocentrus cryptocentrus
Cryptocentrus cryptocentrus es una especie de peces de la familia de los Gobiidae en el orden de los Perciformes.

## Morfología
Los machos pueden llegar a alcanzar los 13 cm de longitud total.

## Distribución geográfica
Se encuentra desde el Mar Rojo y el Golfo Pérsico hasta el África Oriental e islas del Índico.

## Observaciones
Es inofensivo para los humanos.